# Kadrina (gemeente)
Kadrina (Estisch: Kadrina vald) is een gemeente in de Estische provincie Lääne-Virumaa. De gemeente telde 4.799 inwoners op 1 januari 2023 en heeft een oppervlakte van 353,92 vierkante kilometer.
Tot de landgemeente behoren twee wat grotere nederzettingen met de status van alevik (vlek): de hoofdplaats Kadrina en Hulja. Daarnaast telt de gemeente 40 nederzettingen met de status van küla (dorp): Ama, Arbavere, Härjadi, Hõbeda, Jõepere, Jõetaguse, Jürimõisa, Kadapiku, Kallukse, Kihlevere, Kiku, Kolu, Kõrveküla, Lante, Läsna, Leikude, Loobu, Mäo, Mõndavere, Neeruti, Ohepalu, Orutaguse, Pariisi, Põima, Ridaküla, Rõmeda, Salda, Saukse, Sootaguse, Tirbiku, Tokolopi, Udriku, Uku, Undla, Vaiatu, Vandu, Viitna, Võduvere, Vohnja en Võipere.
De hoofdplaats Kadrina heeft een station aan de spoorlijn Tallinn-Narva.

## Zustergemeenten
Kadrina is zustergemeente van:
- Janakkala (Finland, sinds 1989)
- Trøgstad (Noorwegen, sinds 1996)
- Mora kommun (Zweden, sinds 1996)

Stadsgemeente: Rakvere

Landgemeenten: Haljala · Kadrina · Rakvere vald · Tapa · Väike-Maarja · Vinni · Viru-Nigula